# Alianza Fútbol Club (El Salvador)
Alianza Fútbol Club, também conhecido como Alianza é um clube de futebol da cidade de San Salvador, capital de El Salvador. Compete na primeira divisão do futebol nacional e é figura frequente nas competições continentais organizadas pela CONCACAF. Fundado em 1958 por funcionários da empresa cervejeira Industrias la Constancia. Foi chamado na época da sua fundação como Atlético La Constancia, em seguida, após a sua aquisição pelo empresário peruano Axel Hochkoeppler, rebatizado como Alianza Intercontinental em 1963. Em 1965 mudou para o nome atual Alianza Fútbol Club. Foi o primeiro clube da América Central e de El Salvador a conquistar um título internacional oficial, ao vencer a Liga dos Campeões da CONCACAF em 1967.

## História
O clube foi funado em 1958 por empregados da cervejaria "Industrias La Constancia" e foi primeiramente batizado de Atlético Constancia. Em 1963 o empresário peruano Axel Hochkoeppler adquiriu os direitos sobre a agremiação e mudou seu nome para Alianza Intercontinental, em homenagem ao clube que torcia em seu país, o Alianza Lima. Em [1965]] mudou novamente de nome, para desta vez ser chamado pelo nome atual Alianza Futbol Club.
Vitória sobre o Santos
No dia 16 de janeiro de 1966 derrotou o Santos de Pelé por 2x1. O jogo se realizou no Estadio Jorge "Mágico González". 
Campeão da CONCACAF em 1967
Em 1967 o Alianza conquistou seu primeiro título internacional sendo campeão da Copa dos Campeões da CONCACAF. Naquele ano também teve grandes vitórias frente o América do México(2x0) e Flamengo(3x2). Ainda obteve um empate com o forte time do Peñarol. 
Grande da América Central
O Alianza levou muitos anos para conquistar outro titulo de relevância internacional, mas, em 11 de junho de 1997 a espera acabou com uma grande vitória ante o Deportivo Saprissa em San José, Costa Rica. Com a vitória o clube obteve a taça "Los Grandes de Centroamérica".

## Símbolos

### Hino
O hino foi composto em 1967 por Lito Barrientos, um dos músicos mais respeitados de El Salvador. É interpretada por César Donald.

### Escudo
O escudo evoluiu com o tempo, por muito tempo na camisa figurava apenas a letra A em cor vermelha e o nome escrito no peito. Logo depois foi adicionado um circulo azul escuro com a letra A vermelha ao centro, com bordas vermelhas e o nome Alianza F.C. na parte superior interna, e o nome da cidade San Salvador na parta inferior interna.
Depois foi adicionada a cabeça de um elefante acima da letra. Uma coroa acima do círculo com a palavra campeão e algumas estrelas num par de laços simbolizando seus títulos nacionais. Esse escudo foi utilizado até 2014, quando o clube voltou a adotar um escudo mais simples apenas com a letra A.

### Mascote
O mascote original é um elefante. Esse animal foi escolhido por ser o mais forte e inteligente na terra, o mais nobre, leal e o mais grande. O elefante foi eleito há muitos anos e representa o animal mais grande da selva, simbolo da visão e missão do clube: valor, força, dinamismo e fidelidade.

### Uniforme
Títular
Camisas, calções e meias brancos(inicialmente as meias eram vermelhas). Utiliza-se apenas o A do escudo nas camisas. 
Reserva
Camisas, calções e meias em azul escuro.

## Estádio
O Alianza jogou quase toda sua história no Estádio "Mágico" González, mas ao ser construído o Estádio Cuscatlán, o clube se mudou permanentemente para lá. Porem, em 2001 após danos ocacionados pelo terremoto de 13 de janeiro o estádio Cuscatlán ficou interditado, voltando assim o Alianza ao Estádio Nacional por um ano. 
Depois de uma década no Custatlán, o clube decidiu voltar de forma permanente ao Estádio Nacional, para o Torneio Apertura 2014. No Apertura 2015 o clube retorna novamente ao Cuscatlán, devido ao fato do Estádio Nacional estar muito desgastado. 

## Torcida
O Alianza possui duas Torcidas Organizadas: La Ultra Blanca(criada em 1996) e a La Barra Brava 96(criada em 2012). Durante o ano de 2016 sua torcida foi considerada a quinta melhor da América Latina segundo a revista argentina "Bola Vip".  Sua torcida é a maior da capital do país, San Salvador, e uma das maiores do país, tendo as melhores médias de público.

## Títulos

### Títulos Nacionais
- Campeonato Salvadorenho de Futebol (14):

1965/66, 1966/1967, 1986/87, 1989/90, 1993/94, 1996/97, Apertura 1998, Apertura 2001, Clausura 2004, Clausura 2011, Apertura 2015, Apertura 2017, Clausura 2018 e Apertura 2019.

### Títulos Internacionais
- Copa Interclubes da UNCAF (1):

1997
- Liga dos Campeões da CONCACAF: (1)

1967